# フリア・フィゲロア
フリア・フィゲロア・ペーニャ（Julia Figueroa Peña 1991年4月7日- ）はスペインのコルドバ出身の柔道選手。階級は48kg級。身長150cm。

## 人物
2015年のグランドスラム・チュメニ48kg級で優勝すると、グランドスラム・パリでも3位になった。2016年にはグランドスラム・バクーで優勝すると、世界ランキング上位選手で争われるワールドマスターズでも3位となるが、リオデジャネイロオリンピックでは初戦でキューバのダヤリス・メストレ・アルバレスに技ありで敗れた。2018年には地中海競技大会で優勝するも、世界選手権では準々決勝で世界チャンピオンの渡名喜風南に上四方固で敗れるなどして7位だった。2019年にはグランドスラム・エカテリンブルグとグランドスラム・バクーで2位、ヨーロッパ競技大会では3位となったが、世界選手権では3回戦でコソボのディストリア・クラスニキに技ありで敗れた。グランドスラム・大阪では準々決勝で世界ジュニアチャンピオンの古賀若菜、準決勝で52kg級から階級を下げてきた元世界2位の角田夏実をそれぞれ破るも、決勝で渡名喜に合技で敗れて2位だった。2021年の世界選手権では準決勝で古賀に技ありで敗れるも3位になった。2021年7月に日本武道館で開催された東京オリンピックでは2回戦で敗れた。
IJF世界ランキングは4555ポイント獲得で7位(23/11/27現在)。

## 主な戦績
- 2013年 - ヨーロッパオープン・マドリード　優勝
- 2013年 - グランプリ・チェジュ　3位
- 2014年 - アフリカオープン・カサブランカ　優勝
- 2014年 - グランプリ・ハバナ　2位
- 2014年 - グランプリ・ザグレブ　2位
- 2015年 - グランプリ・トビリシ　2位
- 2015年 - グランドスラム・チュメニ　優勝
- 2015年 - グランドスラム・パリ　3位
- 2016年 - グランドスラム・バクー　優勝
- 2016年 - ワールドマスターズ　3位
- 2018年 - ヨーロッパオープン・ローマ　優勝
- 2018年 - グランプリ・アガディール　3位
- 2018年 - 地中海競技大会　優勝
- 2018年 - 世界選手権　7位
- 2018年 - グランプリ・カンクン　3位
- 2019年 - グランプリ・マラケシュ　優勝
- 2019年 - グランドスラム・エカテリンブルグ　2位
- 2019年 - グランドスラム・バクー　2位
- 2019年 - ヨーロッパ競技大会　3位
- 2019年 - グランプリ・ブダペスト　3位
- 2019年 - グランドスラム・大阪　2位
- 2020年 -　グランドスラム・デュッセルドルフ　3位
- 2021年 -　グランドスラム・テルアビブ　3位
- 2021年 -　グランドスラム・トビリシ　3位
- 2021年 -　世界選手権　3位
- 2022年 -　グランドスラム・テルアビブ 3位
- 2022年 -　ヨーロッパ選手権　3位
- 2022年 -　ヨーロッパオープン・マドリード　優勝 (52kg級)
- 2022年 -　グランドスラム・ブダペスト 2位
- 2022年 -　世界選手権　5位
- 2022年 -　グランドスラム・アブダビ　優勝
- 2023年 -　グランドスラム・東京　2位

(出典、JudoInside.com)